# Aleksandretta zielona
Aleksandretta zielona, papuga zielona (Psittacula sumatrana) – gatunek średniej wielkości ptaka z rodziny papug wschodnich (Psittaculidae), występujący w wyspiarskiej części Azji Południowo-Wschodniej. Nie jest zagrożony wyginięciem.

## Taksonomia
Gatunek został opisany w 1822 r. na łamach czasopisma „Transactions of the Linnean Society of London” przez angielskiego przyrodnika Thomasa Rafflesa, który nadał mu nazwę Psittacus sumatranus. Później gatunek był zaliczany do rodzaju Tanygnathus, ale w 2022 r. Smith et al. przenieśli aleksandrettę zieloną do rodzaju Psittacula, choć zmiana ta została na razie uwzględniona tylko przez autorów Kompletnej listy ptaków świata.
W tradycyjnym ujęciu systematycznym wyróżnia się 6 podgatunków: duponti, freeri, everetti, burbidgii, sumatrana i sangirensis. Dawniej były także proponowane podgatunki: mulleri (obecnie traktowany jako synonim P. s. sumatrana) oraz incognitus zamieszkujący Wyspy Banggai. Na podstawie nietypowo ubarwionego osobnika z wyspy Sulawesi został też zasugerowany osobny gatunek heterurus. W 2019 r. zostało zasugerowane, żeby podgatunki everetti, freeri oraz burbidgii przenieść do oddzielnego gatunku – P. everetti (aleksandretta filipińska), zaś podgatunek duponti uznać za synonim P. everetti everetti; to ujęcie systematyczne zostało zaakceptowane w 2020 r. przez IUCN, a w 2021 r. podział na dwa osobne gatunki uwzględnił Międzynarodowy Komitet Ornitologiczny (IOC), natomiast w 2023 roku autorzy Kompletnej listy ptaków świata. Jednak autorzy Birds of the World na razie nie zaakceptowali tego podziału i wciąż traktują te taksony jako jeden gatunek. Ponadto IOC i Birds of the World nadal uznają ważność podgatunku duponti.

## Podgatunki i zasięg występowania
W ujęciu systematycznym uznawanym przez autorów Kompletnej listy ptaków świata oraz IOC wyróżnia się następujące podgatunki aleksandretty zielonej:
- P. s. sumatrana (Raffles, 1822) – Sulawesi i pobliskie wyspy;
- P. s. sangirensis (A.B. Meyer & Wiglesworth, 1894) – wyspy Sangihe i Talaud.

## Morfologia

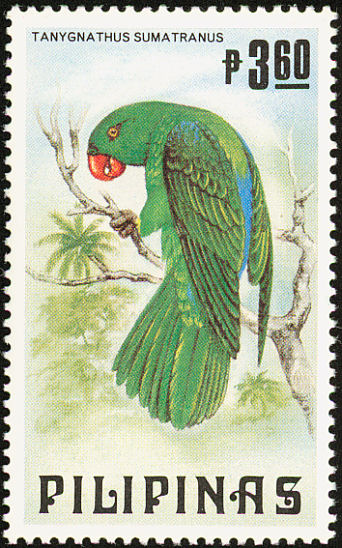
Samiec aleksandretty zielonej na znaczku pocztowym

Aleksandretty zielone osiągają średnio 32 cm długości oraz ważą 230–330 g (inne źródło: 173–344 g). Rozpiętość skrzydeł formy nominalnej wynosi 200–222 mm. W ubarwieniu dominuje kolor zielony. Podgatunek nominatywny dolną część grzbietu oraz kuper ma niebieski. Małe pokrywy skrzydłowe posiadają niebieskawe obrzeżenia, a pozostałe pokrywy skrzydłowe – żółtawe lub zielonkawe. Spodnia część ogona jest żółta. Samce mają czerwony dziób, a samice jasnokremowy. Tęczówka jest żółta, a nogi szare.
Młode osobniki upierzenie mają podobne do dorosłych.

## Ekologia i zachowanie
Aleksandretty zielone zamieszkują tereny do 500 m n.p.m. Ich środowisko stanowią lasy, czasami pojawiają się na obszarach uprawnych. Żyją pojedynczo, w parach lub małych stadach liczących do 15 osobników. Papugi zielone często aktywne są w nocy. W skład ich diety wchodzą orzechy, owoce i nasiona roślin z rodzajów leptospermum (Leptospermum), figowiec (Ficus) i innych. Czasami powoduje szkody na polach uprawnych. Prowadzi osiadły tryb życia.
Sezon lęgowy papug zielonych trwa od października do listopada. Ptaki te zakładają gniazda w dziuplach położonych na dużej wysokości w drzewach. Samica składa tam 2–4 jaja, które są wysiadywane przez około 25 dni. Młode opuszczają gniazdo w wieku 9 tygodni, ale przez kolejne 3 tygodnie są jeszcze pod opieką rodziców.

## Status
Aleksandretta zielona uznawana jest przez Międzynarodową Unię Ochrony Przyrody (IUCN) za gatunek najmniejszej troski (LC – Least Concern). Ptak ten opisywany jest jako szeroko rozpowszechniony i pospolity do bardzo pospolitego; liczebność populacji może znacznie przekraczać 10 tysięcy osobników; trend liczebności populacji uznawany jest za spadkowy. Takson ten w niewielkim stopniu narażony jest na utratę siedlisk wskutek wylesiania. Dorosłe osobniki i pisklęta są chwytane w pułapki w celu sprzedaży jako ptak klatkowy.
Gatunek wymieniony jest w II załączniku CITES.